# Locomotora a vapor PS11
La serie de locomotoras a vapor PS11  fue de las más grande y potentes que estuvieron en la República Argentina, sólo superadas por las Mikado del BAP y las Garratt del FC Sud y GOA. 
Fue un lote original de 20 unidades adquiridas por el Ferrocarril Central Argentino en el año 1930 y posteriormente se había hecho un pedido por 90 unidades más antes de la nacionalización del año 1948, pero solo se entregaron 29 de la numeración original y se canjearon por 21 locomotoras diésel-eléctricas English Electric para trocha angosta.
- Datos: Q5978285